# Barrio Ejército Libertador
El Barrio Ejército Libertador o también conocido como Barrio Ejército es un sector de la comuna chilena de Santiago. Lleva su nombre en homenaje al Ejército Libertador de Chile, el cual desempeñó un rol determinante en todo el proceso de independencia del Imperio español a comienzos del siglo XIX. La calle que lleva su nombre está ubicada en dirección norte-sur y atraviesa todo el sector. Forma junto al Barrio República lo que se entiende en la actualidad como el Barrio Universitario de Santiago. El barrio está ubicado entre la calle José Miguel Carrera al poniente, la Avenida Manuel Rodríguez al oriente, la Avenida Libertador General Bernardo O'Higgins al norte y la Avenida Blanco Encalada al sur, todos odónimos de personajes considerados claves del proceso independentista chileno.  

## Historia
Una vez consolidada la República de Chile como Estado soberano, en Santiago, capital del país y ciudad más poblada, las clases privilegiadas de la élite santiaguina comenzaron a trasladarse desde el centro histórico, quienes principalmente residían frente a la Plaza de Armas y sus alrededores, hacia el sector sur de la Alameda, la principal arteria vial de la ciudad. Muchas de las familias que adquirieron terrenos en el sector, obtuvieron grandes ganancias del auge minero del salitre en el norte y del carbón de piedra en el sur del país, lo que les permitió edificar imponentes residencias familiares como símbolos de estatus y de poder adquisitivo.
En 1873, el entonces Parque Cousiño (actual Parque O'Higgins), ubicado en el límite sur del barrio, fue donado por la familia Cousiño a la ciudad de Santiago, bajo la administración de Benjamín Vicuña Mackenna como intendente. En 1896, en el costado norte del parque, finalizó y se inauguró la edificación de los Arsenales de Guerra, la cual fue diseñada para funcionar como un museo militar y para el almacenamiento de armas y municiones del Ejército de Chile. A un costado fue inaugurado en 2012 por Sebastián Piñera el Edificio Ejército Bicentenario, el cual alberga la sede de la Comandancia en Jefe de la institución castrense.
Dentro del sector también existen diferentes monumentos y esculturas, tales como el León Suizo, inaugurado en 1910 a la altura de la calle José Miguel Carrera, la estatua de Santo Tomás de Aquino y frente a ella, el Monumento al Espíritu Santo, ubicados en la calle Ejército Libertador con la Alameda; una estatua a ras de piso de Diego Portales, frente al Palacio Piwonka, la actual Casa Central de la Universidad Diego Portales y el Monumento a La Araucana, en la Plaza Ercilla. 
En la actualidad, muchas de las casonas decimonónicas y de comienzos del siglo xx, se conservan como sedes de instituciones de educación superior chilenas, tales como universidades, institutos profesionales y centros de formación técnica. Asimismo, la Iglesia de San Lázaro, construida en 1930, se encuentra ubicada por calle Ejército y es monumento histórico nacional desde 1992. Otro templo religioso es el de la Asociación Internacional para la Conciencia de Krishna, ubicado en el límite con el barrio República.

## Ubicación en Santiago
| Noroeste: Barrio Concha y Toro | Norte: Barrio Concha y Toro | Nordeste: Barrio Cívico de Santiago |
| Oeste: Barrio República        |                             | Este: Barrio Dieciocho              |
| Suroeste: Parque O'Higgins     | Sur: Parque O'Higgins       | Sureste: Parque Almagro             |